# فساد خوراک

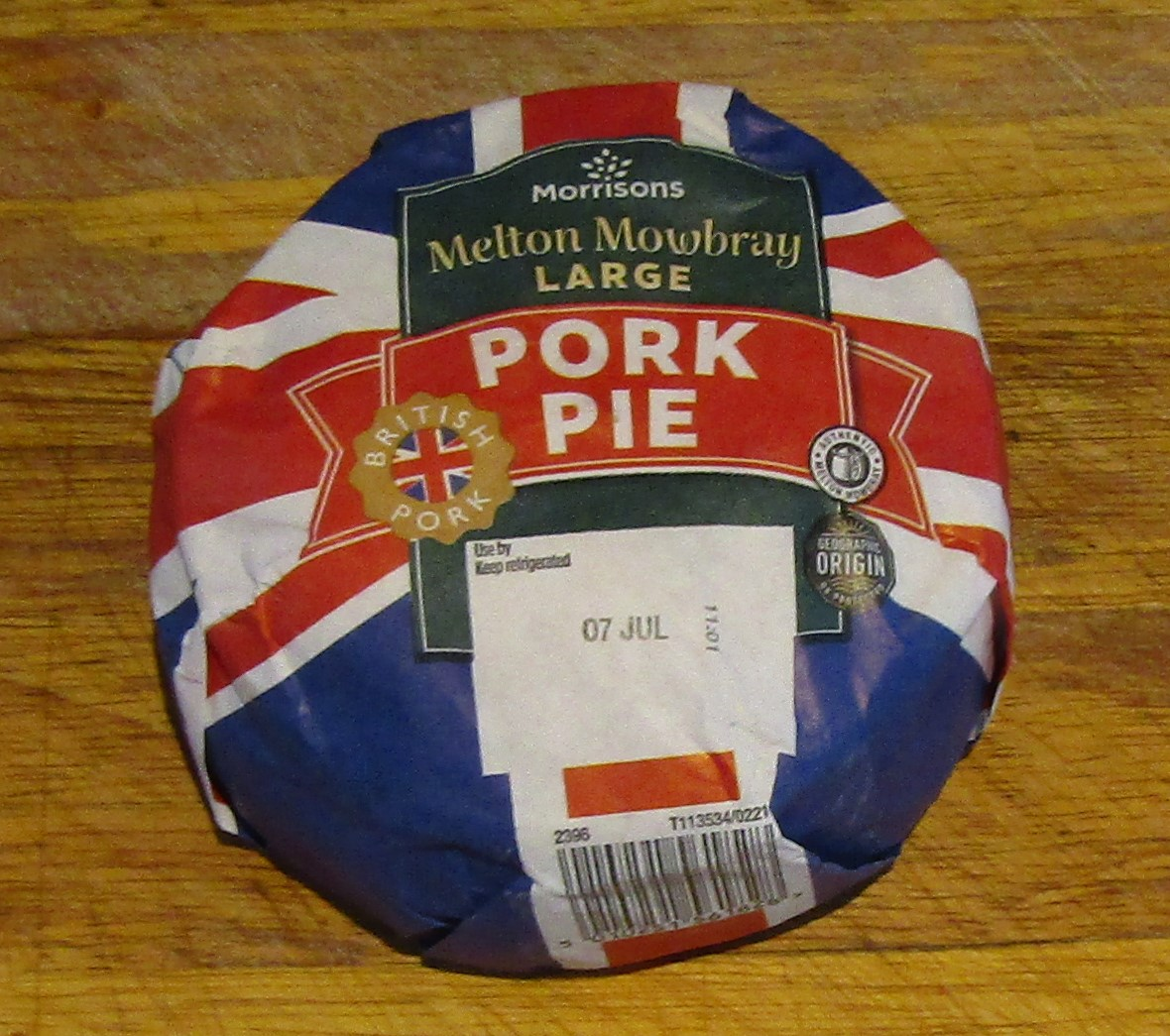
استفاده بر اساس تاریخ روی یک ماده غذایی بسته‌بندی شده، نشان می‌دهد که مصرف‌کننده باید پیش از این زمان محصول را مصرف کند تا احتمال مصرف غذای فاسد کاهش یابد.

فساد خوراک یا فساد مواد غذایی (به انگلیسی: Food spoilage)، فرآیندی است که در آن یک محصول خوراکی برای مصرف‌کننده نامناسب می‌شود. علت چنین فرآیندی به دلیل بسیاری از عوامل بیرونی به عنوان عارضه جانبی نوع محصول و همچنین نحوه بسته‌بندی و نگهداری محصول است. به دلیل فساد مواد غذایی، سالانه یک سوم مواد غذایی تولیدشده در جهان برای مصرف انسان از بین می‌رود. باکتری‌ها و قارچ‌های مختلف عامل فساد هستند و می‌توانند پیامدهای جدی برای مصرف‌کنندگان ایجاد کنند، اما اقدامات پیشگیرانه‌ای وجود دارد که می‌توان انجام داد.

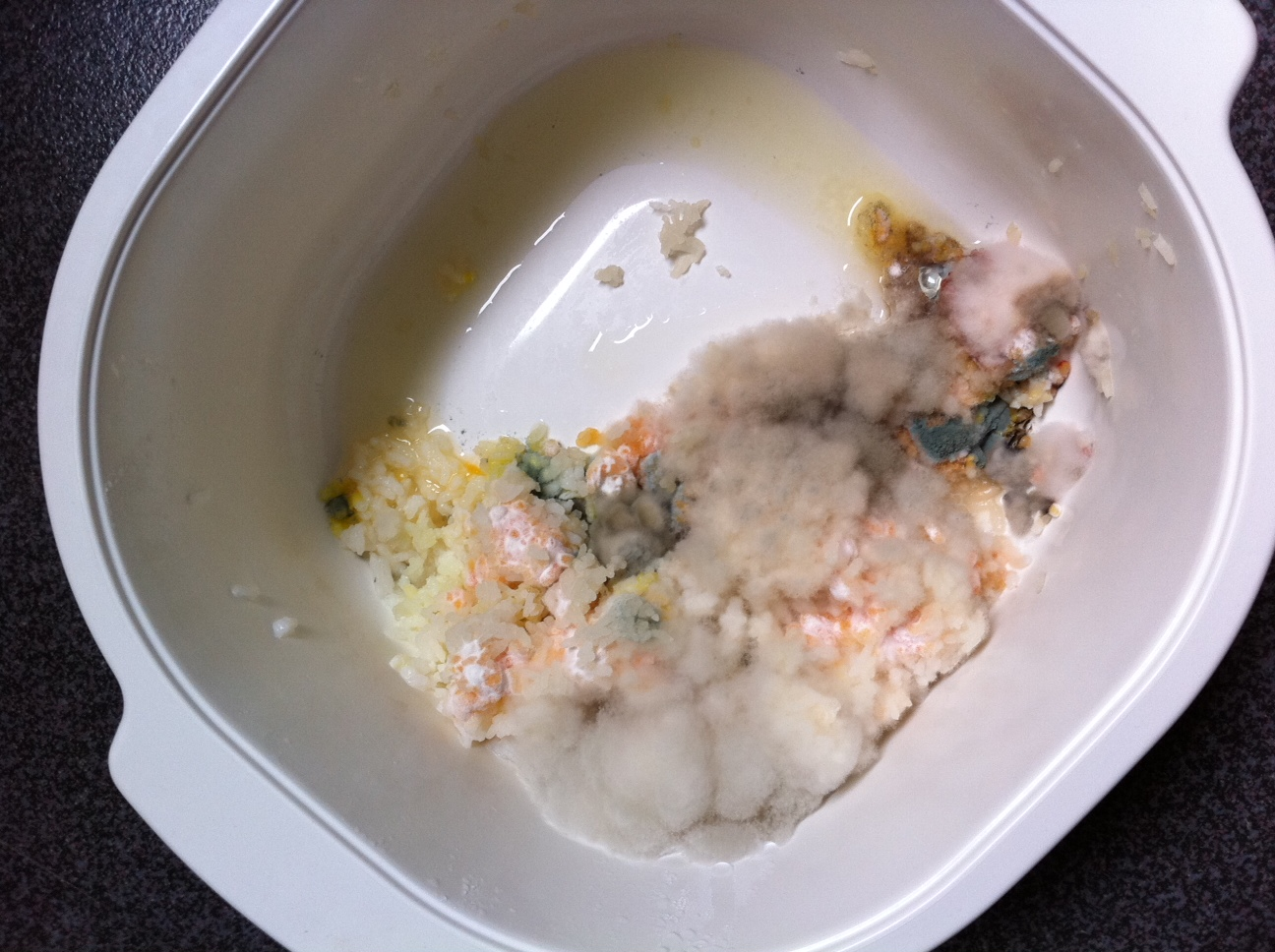
یک کاسه برنج سفید که روی آن کپک روییده است